# Konstantin Sergejewitsch Stanislawski

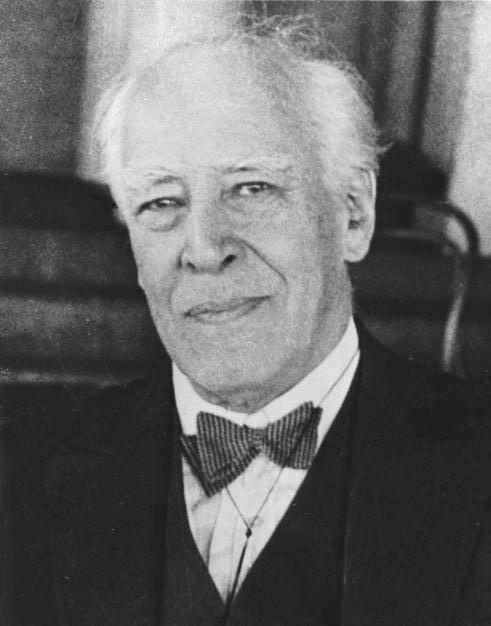
Konstantin Sergejewitsch Stanislawski

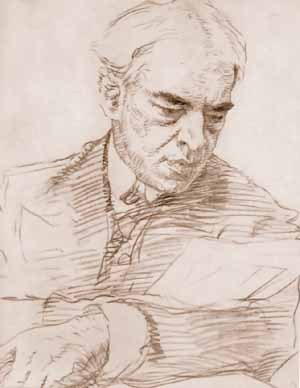
Konstantin Stanislawski, gezeichnet von Walentin Serow

Konstantin Sergejewitsch Stanislawski, eigentlich Konstantin Sergejewitsch Alexejew (russisch Константин Сергеевич Станиславский / Алексеев, wiss. Transliteration Konstantin Sergeevič Stanislavskij/ Alekseev; * 5.jul. / 17. Januar 1863greg. in Moskau; † 7. August 1938 ebenda), war ein russischer/sowjetischer Schauspieler, Schauspiellehrer, Regisseur, Theaterreformer und Vertreter des Naturalismus.

## Leben und Werk
Konstantin Sergejewitsch Alexejew wurde in einer wohlhabenden Familie geboren. Er nahm den Künstlernamen Stanislawski an, um den Ruf seiner Familie nicht zu gefährden.
Stanislawski gründete mit Wladimir Nemirowitsch-Dantschenko das „Moskauer Künstlertheater“ (MChAT). Im Unterschied zu den Theatergewohnheiten seiner Zeit setzte Stanislawski eine sehr lange Probedauer für seine Inszenierungen durch. So wurde es möglich, sich von den alten Rollenfächern der Schauspieler zu entfernen und jede Rolle individuell zu gestalten. Stanislawskis Inszenierung von Anton Pawlowitsch Tschechows Möwe 1898 wurde zum Modell seines atmosphärischen Schauspielstils. Zu den zahlreichen Theaterschauspielern, die Stanislawskis Theorien verkörperten, zählt beispielsweise Michael Tschechow (mit Vatersnamen: Michail Alexandrowitsch Tschechow), ein Verwandter von Anton Pawlowitsch Tschechow.
Stanislawski strebte einen Wie-im-Leben-Stil auf der Bühne an, auch noch zu Beginn des 20. Jahrhunderts, als er sich zum Symbolismus hingezogen fühlte. Am Anfang seiner Laufbahn vertrat er die Ansicht, dass sich ein Schauspieler aufgrund eigener Erfahrungen und Gefühle („emotionales Gedächtnis“) weitgehend mit seiner Rolle identifizieren solle. Nachdem er selbst mit diesem Anspruch gescheitert war, führte er die „Methode der physischen Handlungen“ ein, durch die ein innerliches Erleben im Weg über äußere Aktionen ermöglicht werden sollte. Später vereinigte er inneres Erleben und äußeren Ausdruck zur „psychophysischen Handlung“.
Auf Tourneen im Ausland erfolgreich, aber in der Sowjetunion nur mit Vorbehalten anerkannt, führte Stanislawski ein zurückgezogenes Leben und vermied die Konfrontation mit den Machthabern.
Mit Bezug auf Stanislawski und am Ort seines früheren Schaffens wurde 2015 in Moskau das Stanislavsky Electrotheatre in der Twerskaja-Straße eröffnet. Dabei wurde die frühere Innenausstattung rekonstruiert. Neben dem klassischen Theater sieht das Konzept des Intendanten Boris Yuhannanov auch ein Zusammenwirken mit Musik, bildender Kunst, zeitgenössischer Literatur und einem Bildungsprogramm vor.

## Theorie und Methodik

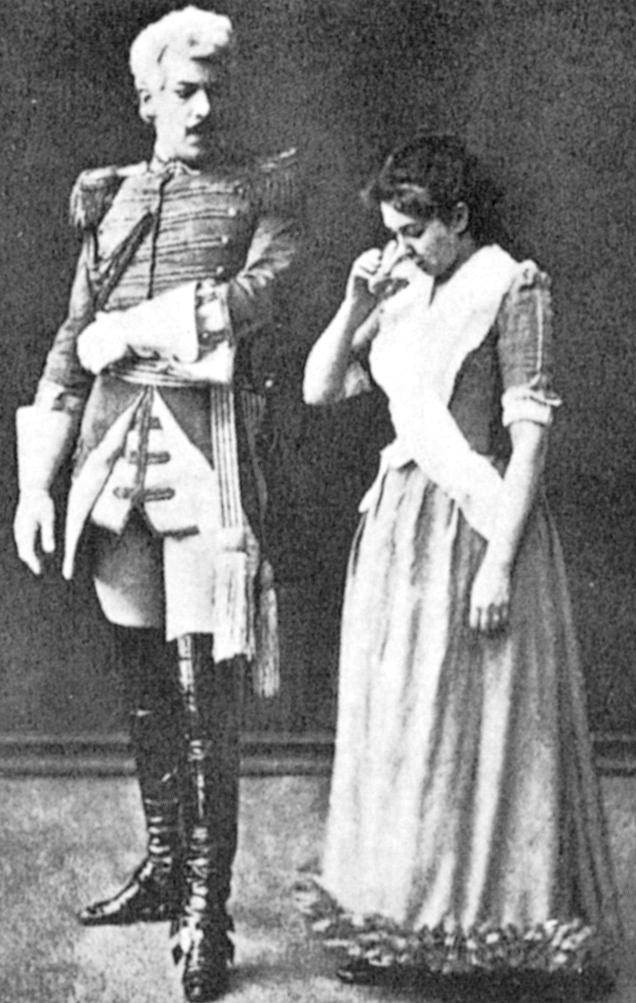
Stanislawski mit seiner späteren Frau Maria Lilina als Ferdinand und Louise 1889 in Schillers Kabale und Liebe

Das „Stanislawski-System“, Resultat seiner lebenslangen Arbeit als Schauspiellehrer und Regisseur, hatte prägenden Einfluss auf Stella Adler und Lee Strasbergs „Methode“ (Method Acting). Es soll angehenden Schauspielern eine Art Kompass sein. Stanislawski hinterließ zahlreiche unsystematische Schriften. Das Aufgabenbuch „Training und Drill“ konnte er nicht mehr beenden. Seine Manuskripte wurden nach seinem Tod zusammengefasst und veröffentlicht.
Die Diskussionen um das Verhältnis vom „Ich“ und der „Rolle“ halten bis heute an. Zurzeit dominiert am GITIS in Moskau die Lehrmeinung, dass das „Ich“ des Schauspielers eine Art spielerisches Kind sei, ein „künstlerisches Ich“, das sich unabhängig vom „privaten Ich“ des Schauspielers in die verschiedenen Umstände hineinversetzt. Dieser feine Unterschied zwischen Selbstdarstellung und persönlichem künstlerischen Herangehen bietet seit Jahrzehnten Stoff für Diskussionen.
Der bekannteste Begriff aus Stanislawskis Theatertheorie ist das „Als ob“ oder, in einer anderen Übersetzung, das „Was wäre, wenn“: Der Schauspieler solle parallel dazu Situationen aus dem eigenen Erleben finden, um das nicht Erlebte glaubwürdig zu verkörpern.
Für Stanislawski war die praktische Arbeit mit dem Requisit wichtig. Sinngemäß geht es darum, dass kein Theaterabend vom Gefühl des Schauspielers her gleich verlaufen kann – mit Hilfe einer Requisite oder einer damit zusammenhängenden „kleinen Aktion“ lässt sich die Situation identisch unter Umständen auch ohne das vorherrschende Gefühl an diesem Abend darstellen.
Ein Beispiel für Stanislawskis Spielmethodik ist eine Übung mit Tennisbällen. Hierbei sprechen die Schauspieler während der Szene keinen Text, sondern formen die zu übermittelnde Aussage durch die Art des Ballwurfs hin zum Gesprächspartner.

### Schauspielkonzept: „Das innere Erleben der Rolle“

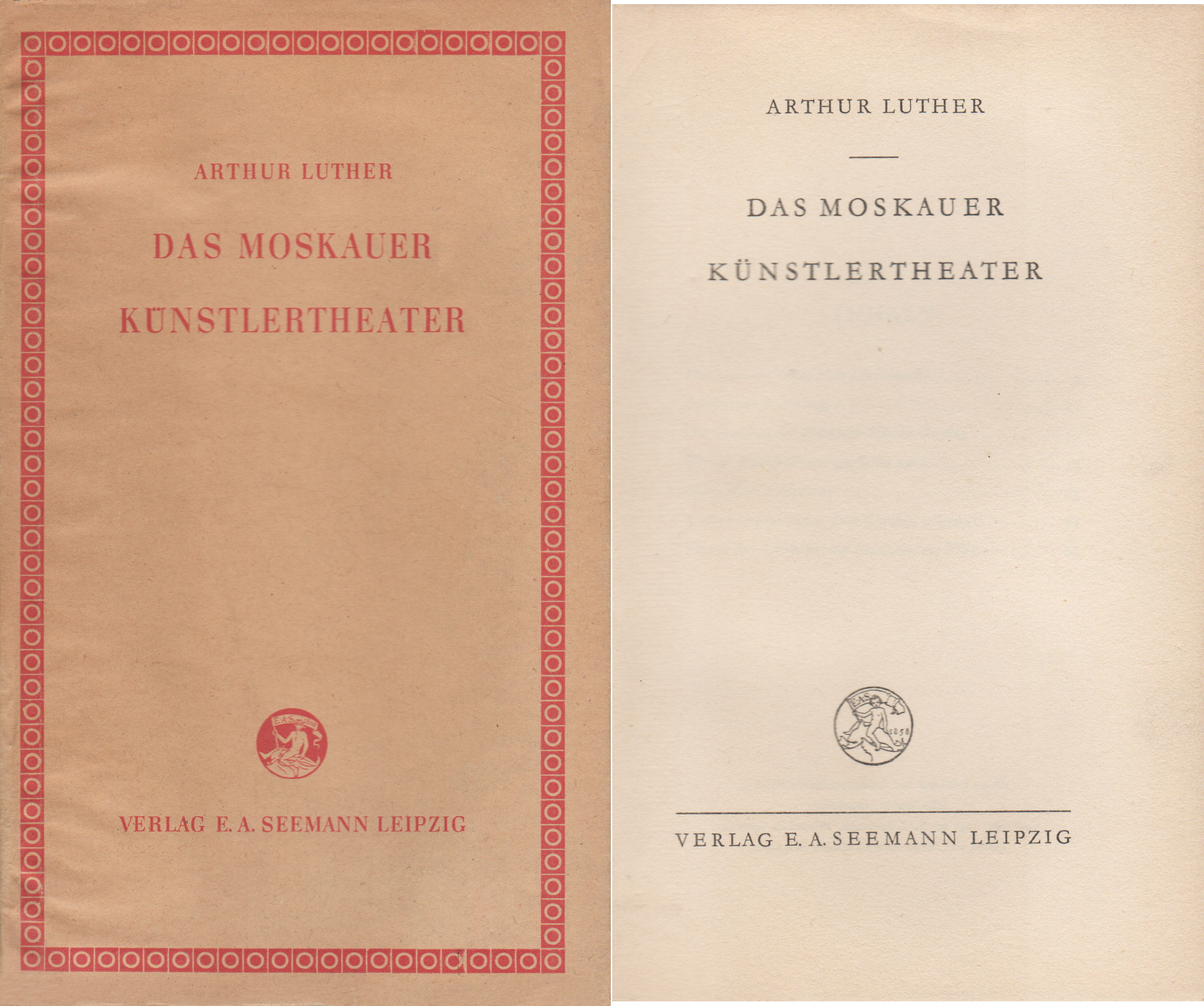
Das Moskauer Künstlertheater (1947)

Von Konstantin Sergejewitsch Stanislawski geht das Schauspielkonzept des inneren Erlebens der Rolle aus. Er gilt als Anhänger des Naturalismus, wobei er versuchte, „das Bühnenspiel dem realen menschlichen Ausdrucks- und Kommunikationsverhalten anzunähern, sei es durch Beobachtung und Nachahmung, sei es durch Erinnerung.“ In seiner Schauspielvorstellung geht es um das Zusammenwirken von Körper und Seele. Das Grundkonzept besteht darin, dass der Mensch seine inneren Gefühle, Emotionen und Gemütsbewegungen durch sein Äußeres mittels der Haltung, dem Auftreten, dem Gehabe, sowie der Mimik und Gestik äußerlich sichtbar machen kann. Dieses Schauspielkonzept ist auch in Stanislawskis Schrift „Die Arbeit des Schauspielers an sich selbst: Tagebuch eines Schülers“ formuliert. In seinem Lehrbuch der Schauspielkunst wendet er sich an erfahrene Theaterleute und vermittelt methodische, ästhetische und ethische Ansichten und Vorstellungsbilder.
„Er forderte Wirklichkeitstreue, vollkommene Wahrhaftigkeit des Schauspielers und dessen Identifikation mit der Rolle. Stanislawski entwickelte psychotechnische Schauspielmethoden und propagierte das innere Erleben des Schauspielers, das Identifikationstheater.“ Die Identifikation wird hierbei als wesentlicher Bestandteil gesehen. Stanislawski verweist auf die beiden relevanten Stichpunkte, welche für ihn und seine Ausführungen von großer Bedeutung sind und er spricht in diesem Sinne von der „Kunst des Erlebens […] und diesem wahrhaft schöpferischen Augenblick“. Unter diesem Aspekt ist wichtig, dass man nicht denken soll, wie man fühlt und was man tut, sondern das intuitive Handeln steht im Vordergrund  und der Schauspieler soll „nicht nur die Rolle innerlich erleben, sondern auch das Erlebte äußerlich sichtbar verkörpern.“ Äußeres und Inneres wirken demnach zusammen auf einer Ebene, beeinflussen sich gegenseitig und befinden sich in einem alternierenden Verhältnis. In seiner Schauspieltheorie soll somit der Schauspieler nicht nur das darzustellende Gefühl äußern, sondern es auch innerlich fühlen und wahrheitsgemäß erleben.
„Einlebung‘ meint die psychische Identifikation des Schauspielers mit der seelischen Lage der dramatischen Figur, der Schauspieler soll jede Szene so erleben, ‚als-ob‘ […] er selbst die Person wäre.“ Das „Als-Ob“ spielt dabei eine bedeutende Rolle, welche als Hilfsmittel, sowie relevante Bedingung zur Glaubwürdigkeit verwendet werden soll, wobei der Schauspieler eigene, erlebte Situationen finden soll, um die künstlich hergestellte, „erlebte“ Situation wahrheitsgemäß zu verkörpern. Das Erleben und Verkörpern wird auch mit dem „Wenn“ in den „Als-ob-Situationen“ in Verbindung gebracht, wobei das „Wenn“ als Umschaltpunkt gesehen werden kann.
Es müssen „alle organischen Elemente der eigenen Seele“ mit der Rolle verbunden werden, um sie wahrhaftig und wirklichkeitsgetreu zu verkörpern. Um die Rolle innerlich zu fühlen und damit äußerlich sichtbar zum Ausdruck zu bringen, geht Stanislawski zusätzlich auf das Gedächtnis ein, wobei sich der Schauspieler parallel zu seiner Rolle an ähnliche Umstände und Situationen in seinem Leben erinnern soll, welche mit der Rolle verschmolzen werden.  Was beim inneren Erleben der Rolle jedoch auch von großer Bedeutung ist, erweist sich darin, dass es „geschulter stimmlicher und körperlicher Mittel“ bedarf, um das Innere präzise wiederzugeben. Zu beachten ist hierbei: Die Äußerung der Empfindungen hat nichts mit imitieren, kopieren oder nachäffen zu tun. Es wird offensichtlich, dass nach Stanislawski die einzig wahre Kunst das wahrhafte und tatsächliche Erleben der Gefühle mit den „Als-Ob-Situationen“ zusammenspielt. Das Handwerk schildert er als Gegenteil davon, wobei das schöpferische Erleben im Inneren aufhört. Zudem wird deutlich gemacht, dass das Erleben auf der einen Seite mit der Innerlichkeit eine große Rolle spielt und auf der anderen Seite steht die äußerlich sichtbar werdende Verkörperung. Beide Seiten verhalten sich reziprok. Stanislawskis „Ideal ist eine naturgetreue Abbildung der Wirklichkeit auf der Bühne, Kunst als Mimesis.“ Stanislawski unterscheidet demnach drei Formen: Handwerkeln, Vorführen und Erleben, wobei er einzig das innere Erleben als glaubwürdig bezeichnet. Es wird somit greifbar, dass dem inneren Erleben eine große, authentische Kraft und eine wahrhaftige, glaubwürdige Bedeutung zugeschrieben wird.
Auch der Begriff „emotional recall“ wird in diesem Zusammenhang genannt, womit ebenfalls Emotionen in Verbindung mit einem Ereignis aus der Erinnerung hervorgerufen werden, welche mit der Rolle verknüpft und in sie hineinprojiziert werden, so dass die Rolle in ihrer endgültigen Darstellung glaubhaft wirkt. Der Begriff „emotional recall“ „gehört wie das verwandte „sense memory“ und die „repetition“ zu den grundlegenden Prozeduren jener Lehr- und Lerntechnik für Schauspieler, die als Method Acting bekannt geworden ist.“ Lee Strasberg, der Entwickler dieser Methode, hat sich dabei an den Schauspieltheorien seines Vorbilds Stanislawski orientiert.

## Kritik
Stanislawski war ein Kind des 19. Jahrhunderts und kam mit den sowjetischen Machthabern nach der Oktoberrevolution nur bedingt zurecht. Vor allem wehrte er sich gegen plakative Sozialkritik, was ihm den Ruf des dekadenten bürgerlichen Künstlers eintrug. Die Kritik seines Schülers Wsewolod Meyerhold, der sich als sowjetischer Theaterschaffender betrachtete, beeinflusste etwa auch Bertolt Brecht.
Brecht vertrat später die Ansicht, der Schauspieler müsse eine kritische Distanz zum Dargestellten halten und seinem Spiel gezielt die Illusion nehmen, damit die sozialkritische Aussage im Vordergrund stehe (V-Effekt). Allerdings hatte er dabei weder die eigenen Schriften Stanislawskis zur Kenntnis nehmen (die zu diesem Zeitpunkt noch nicht übersetzt waren), noch eine seiner Regiearbeiten sehen können. Als er kurz vor seinem Tod die ersten genuinen Informationen über Stanislawski bekam, begann er seine Meinung zu revidieren. Seine dezidierte Ablehnung Stanislawskis drehte sich hauptsächlich um den Terminus der „Einfühlung“, die Brecht strikt ablehnte. Was Brecht als „Einfühlung“ bezeichnete, war jedoch nicht weit entfernt von dem, was Stanislawski „Hysterie“ nannte und nicht weniger verurteilte.

## Ehrungen und Auszeichnungen
- 1917: Ehrenmitglied der Russischen Akademie der Wissenschaften[19]
- 1928: Ehrenmitglied des Deutschen Theaters Berlin[20]
- 1936: Volkskünstler der UdSSR
- 1937: Leninorden
- 1938: Orden des Roten Banners der Arbeit

## Weitere Darstellung Stanislawski in der bildenden Kunst
- Gustav Seitz: Konstantin Sergejewitsch Stanislawski (Porträtbüste, Bronze, 1956)[21]

## Schriften
Die Klassiker der Schauspielerausbildung des großen Lehrmeisters Stanislawski sind Die Arbeit des Schauspielers an sich selbst und Die Arbeit des Schauspielers an der Rolle.
- Mein Leben in der Kunst. 1991, ISBN 3-362-00559-4.
  - Band 1: Arbeit des Schauspielers an sich selbst im schöpferischen Prozess des Erlebens. 2002, ISBN 3-89487-423-6.
  - Band 2: Arbeit des Schauspielers an sich selbst im schöpferischen Prozess des Verkörperns. 2002, ISBN 3-89487-423-6.
  - Band 3: Arbeit des Schauspielers an der Rolle. 2002, ISBN 3-89487-422-8.

- zusammen mit Wladimir Iwanowitsch Nemirowitsch-Dantschenko: Erinnerungen an Tschechow. Tschechow oder die Geburt des modernen Theaters. 2011, ISBN 978-3-89581-252-1.

Persönliche Erinnerungen Stanislawskis an das Leben, die Arbeit, die Person Tschechows und die Entstehung des Moskauer Künstlerischen Theaters. Alexander Verlag Berlin/Köln, 2011.